# فرودگاه استلا ماریس
فرودگاه استلا ماریس (به انگلیسی: Stella Maris Airport) یک فرودگاه همگانی با کد یاتا SML است که یک باند فرود آسفالت دارد و طول باند آن ۱۲۱۹ متر است. این فرودگاه در کشور باهاما قرار دارد .

## شرکت‌های هواپیمایی و مقصدهای پروازی
| شرکت‌های هواپیمایی    | مقصدهای پروازی |
| -------------------- | -------------- |
| پیناپل ایر           | لیندن پیندلینگ |
| Southern Air Charter | لیندن پیندلینگ |